# Kameralamt Herrenalb
Das Kameralamt Herrenalb war eine Einrichtung des Königreichs Württemberg, die im Amtsbezirk Besitz und Einkommen des Staates verwaltete. Es bestand von 1807 bis 1837 in Herrenalb. Das Kameralamt wurde im Rahmen der Neuordnung der Staatsfinanzverwaltung im Königreich Württemberg geschaffen. 

## Geschichte
Gemäß Erlass vom 26. April 1808 wurde die Verwaltung des Kameralamtbezirks Neuenbürg mit derjenigen von Herrenalb zusammengelegt. Durch Anordnung vom 6. Juni 1819 wurde die gemeinsame Verwaltung der Kameralämter Herrenalb und Neuenbürg wieder aufgehoben. 
Laut Verordnung vom 6. Mai 1837 wurde das Kameralamt Herrenalb aufgelöst und der gesamte Verwaltungsbezirk mit den Orten Arnbach, Bernbach, Conweiler, Dennach, Dobel, Feldrennach, Herrenalb, Loffenau, Neusatz, Rotensol, Schann und den Forstrevieren Herrenalb und Schwann dem Kameralamt Neuenbürg angegliedert. 